# Obora (district de Louny)
Pour les articles homonymes, voir Obora.
Obora (en allemand : Schonung) est une commune du district de Louny, dans la région d'Ústí nad Labem, en République tchèque. Sa population s'élevait à 444 habitants en 2021.

## Géographie
Obora se trouve sur la rive droite de l'Ohře, un affluent de l'Elbe, à 5 km au nord-ouest du centre de Louny, à 35 km au sud-ouest d'Ústí nad Labem et à 53 km au nord-ouest de Prague.
La commune est limitée par Vršovice au nord-ouest, par Počedělice au nord et à l'est, par Slavětín au sud-est, par Veltěže au sud, par Blšany u Loun au sud-ouest et par Černčice à l'ouest.

## Histoire
La première mention écrite de la localité date de 1125.

## Transports
Par la route, Obora se trouve à 5 km de Louny, à 55 km d'Ústí nad Labem et à 64 km de Prague.